# Núria Añó

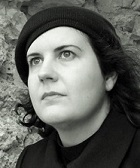
Núria Añó (2009)

Núria Añó (geboren 10. Februar 1973 in Lleida) ist eine spanische Schriftstellerin.

## Leben
Núria Añó wuchs bis 1983 in Mollerussa auf. Sie belegte Kurse in katalanischer Philologie und deutscher Sprache. Sie arbeitet als Literaturkritikerin und freie Schriftstellerin. Sie hat Beiträge zu u. a. zu Elfriede Jelinek, Patricia Highsmith, Alexandre Dumas der Jüngere, Karen Blixen, Franz Werfel und Salka Viertel publiziert. Ihre ersten literarischen Arbeiten waren Kurzgeschichten. Ihr erster Roman Els nens de l’Elisa wurde einer der drei Finalisten für den XXIV. Ramon-Llull-Preis, einem der renommiertesten Preise der katalanischen Literatur, der von Editorial Planeta verliehen wird. 
2020 erschien ihr Bericht über die Emigrantin Salka Viertel, die in ihrem Exil Schauspieler, berühmte Intellektuelle und anonyme Personen beherbergte, die vor dem Nationalsozialismus geflüchtet waren.
Ihre Romane, Kurzgeschichten und Essays wurden auch in deutscher, spanischer, französischer, englischer, italienischer, polnischer, chinesischer, lettischer, portugiesischer niederländischer, griechischer und arabischer Übersetzung veröffentlicht.

## Preise
Sie ist Gewinnerin der achtzehnten Ausgabe des Joan-Fuster-Preises für Belletristik der Stadt Almenara und Vierte beim 5. Treffen des Shanghai Writing Competition. Sie erhielt renommierte internationale Stipendien wie Nuoren Voiman Liitto (Finnland, 2016), Shanghai Writing Program (China, 2016), Baltic Centre (Schweden, 2017), IWTCR (Griechenland, 2017), Krakau UNESCO City of Literature (Polen, 2018), Ventspils House (Lettland, 2019) und IWP (China, 2020).
Die Werke von Núria Añó sind durch die Psychologie ihrer Figuren geprägt, oft von der der Antihelden. Die Figur ist ein bedeutendes Kennzeichen ihres Werkes und nimmt einen viel wichtigeren Platz ein als das Thema. Auf diese Art gelingt es ihr, Dank ihrer femininen und weniger sentimentalen Introspektion, ein einzigartiges Gleichgewicht zwischen parallelen Randwelten zu erreichen. Ihre Romane behandeln eine Vielzahl von gesellschaftlichen und aktuellen Themen, wie die Ungerechtigkeit und die Kommunikationslosigkeit zwischen Individuen. Die Grundlage ihrer Romane bleibt oft unerklärt. Durch diese Herausforderung versucht Añó, den Leser in das Ereignis, wie sie es versteht, einzubeziehen, aber auch in die Entdeckung der darin enthaltenen „tiefen Bedeutungen“.

## Werke (Auswahl)
- Els nens de l'Elisa. Barcelona: Omicron, 2006 (Roman)
- L'escriptora morta. Barcelona: Omicron, 2008 (Roman)
  - Die tote Schriftstellerin. Roman. 2019. ISBN 1071524194
- Núvols baixos. Barcelona: Omicron, 2009 (Roman)
  - Tiefe Wolken. Roman. 2019. ISBN 107152402X
- La mirada del fill. Manresa: Abadia, 2012  (Roman)
  - Der Blick des Sohnes. Roman. 2019. ISBN 1071511343
- El salón de los artistas exiliados en California. Babelcube, 2020 (Biografie)
  - Der Salon der Exilkünstler in Kalifornien. Biografie. 2020. ISBN 978-1071579206